# Pádraig Ághas
Pádraig Ághas (28 de abril de 1885-22 de diciembre de 1966) fue un político independiente, y docente irlandés.
Maestro principal de la Escuela Primaria de Niños, en Doonbeg (An Dun Beag). Fue miembro del Seanad Éireann desde 1951 a 1954. Fue elegido al 7º Senado de Irlanda en 1951, en el Panel de Trabajo. Él no cuestionó la elección al Seanad de 1954.
También escritor, publicó dos antologías de poesía Bass Deal (1927) Toirmeasg se publicó (1929) y obras de teatro para niños, Sgéalta (G. D.) (1922).